# 小田原フラワーガーデン
小田原フラワーガーデン（おだわらフラワーガーデン）は、神奈川県小田原市久野（くの）にある都市公園（植物公園）。

## 概要
小田原フラワーガーデンは、四季を通じて花が楽しめる植物公園として小田原市が1995年（平成7年）4月に整備した。最寄り駅は、 伊豆箱根鉄道大雄山線飯田岡駅で南西方向に徒歩約20分（約1.6kmの上り坂）の所にある。園内には色とりどりの花と熱帯植物が鑑賞できる温室（有料）があり、梅、桜、バラ、ハナショウブなどの植物も植栽されており、季節を問わず一年中花とみどりが楽しむことができる。公園内のバリアフリー度はLEVEL-3程度で車椅子トイレもトロピカルドーム入口と梅林内の2か所に設置されている。屋外施設では、犬の散歩も可能となっている。また、公園内の植物管理やイベントの運営などボランティア「友の会」も活動しており、研修会や専門家による講義も開催されている。2006年（平成18年）3月には隣接して、おだわら諏訪の原公園が開園している。
2023年（令和3年）、2024年（令和4年）には、神奈川県警察がフラワーガーデンを会場として、自動車運転免許の高齢者教習が数日間限定で行われた。

### 地理
小田原市は神奈川県の西部に位置し、面積は114キロ平方メートルで神奈川県の面積の4.7％を占める。県内では横浜市、相模原市、川崎市に次いで４番目の広さを有している。市の南西部に箱根連山につながる山地があり、東部は大磯丘陵につながる丘陵地帯、市の中央には酒匂川（さかわ）が南北に流れ足柄平野を形成しており、南部は相模湾に面している。気候は温暖で年平均16度前後の気温があり、降雨量は年間2,000mm前後と多く、この気候を生かして丘陵地ではミカン、 梅などの果樹栽培、平野部では稲作など農産物が生産されている。標高は、最寄り駅の飯田岡駅付近で18メートルだが、小田原フラワーガーデン付近では114メートルあり、坂道となっている。小田原フラワーガーデンのある久野地区は、2009年2月に神奈川県より「里地里山等保全地区」として指定されている。

### 年表
- 1995年（平成7年）4月29日 - 小田原市が植物公園として開園[5]
- 2011年（平成23年）4月1日 - 指定管理制度導入により、西武造園・伊豆箱根鉄道・加藤造園の共同事業体「小田原フラワーガーデンパートナーズ」が維持管理運営

## 主な施設
- 休みは月曜日(祝日を除く)、祝日の翌平日、年末年始の12月29日から翌年1月3日まで
- 開館時間は9時から17時、トロピカルドームの入場は16時30分まで
- 入園料は無料 （トロピカルドーム温室は大人200円、小中学生100円）
- 駐車場は無料（150台)
- トロピカルドーム温室（約200種の熱帯・亜熱帯の植物）
  - 隣接する小田原市環境事業センター（ごみ焼却）の余熱を利用、室温22度に保たれている。直径40メートル、高さ22メートル。
- 渓流の梅林
  - 1月中旬から3月上旬の開花時期に合わせて、梅まつり、イベントが開催される（200種、480本）
- ハナショウブ池
  - 6月中旬ごろが見ごろ（約180種、1000株）
- バラ園
  - 5月中旬と10月上旬が見ごろ（145種、345本）
- アルカディア広場
  - 花壇に囲まれた広場、夏場に噴水、水遊び
- あずまや
  - 有料で抹茶が楽しめる（梅まつり限定）
- カフェ・ハイビスカス
  - 土日、祝日に営業
- 研修室・視聴覚室（管理棟2階）
  - 会議・教室・講習会などに使用可能（有料）

### 春
- 桜（早咲きの河津桜を含む11種）
- ヒスイカズラ
- 春ばら
- チューリップ
- 藤
- スイレン
- ハナショウブ

### 夏
- スイレン
- マリーゴールド
- あじさい
- サルスベリ

### 秋
- 秋ばら
- 彼岸花
- マリーゴールド
- イチョウ
- 紅葉

### 冬
- パンジー
- ろうばい
- 梅
- クロッカス

## 周辺施設
- おだわら諏訪の原公園

## 交通アクセス
- 自動車
  - 小田原厚木道路小田原東ICより約15分
- 電車
  - 伊豆箱根鉄道大雄山線飯田岡駅より南西に徒歩約20分（約1.6kmの上り坂）